# Осмоловский, Григорий Евсеевич
Григо́рий Евсе́евич Осмоло́вский (22 сентября 1908, Царицын, Российская империя — 25 августа 1976, Рига, СССР) — советский энтомолог, профессор, член Всесоюзного Энтомологического общества.

## Происхождение
Родился в Царицыне в еврейской семье из Суража. Его отец Евель (Евсей) Израилевич Осмоловский (1877—1955) был купцом и занимался лесоторговлей; мать — Зися Беровна Прибыловская (1887—1939). Родители заключили брак в 1907 году в Конотопе.

## Образование и начало научной работы
В дореволюционные годы получил традиционное начальное еврейское образование. После гражданской войны семья Осмоловских переехала в Казань, и там Григорий в 1926 году, после окончания средней школы, поступил в Казанский Лесотехнический институт. В 1930 году он закончил полный курс этого института по специальности «Защита леса от вредителей».
В начале 30-х годов несколько лет работал лесничим на Алтае и на Дальнем Востоке. Во время работы он все больше и больше интересовался биологией и способами борьбы с насекомыми-вредителями леса. Логическим продолжением этого интереса стало желание посвятить себя научной работе.
В 1936 году поступил в аспирантуру на кафедру энтомологии Лесотехнической Академии в Ленинграде. Его учителем и научным руководителем был выдающийся российский и советский энтомолог Михаил Николаевич Римский-Корсаков. В 1939 году защитил кандидатскую диссертацию на тему «Образ жизни, развитие и вредная деятельность жуков из рода Pissodes (жуки долгоносики-смолёвки)», а затем продолжил работать на кафедре энтомологии.

## Война
В начале Великой Отечественной войны (1941) окончил офицерские курсы и с 1942 года воевал на Ленинградском фронте. На фронте вступил в ряды ВКП(б).
После разгрома нацистов под Ленинградом участвовал в наступательных операциях по уничтожению прибалтийской группировки врага и в 1944 году на территории Эстонии был тяжело ранен.
Награждён орденами Красной Звезды и Отечественной войны II степени.

## Послевоенные годы
После победы некоторое время работал директором Сочинского дендрария, а в 1947 году вернулся в Ленинград для продолжения научной работы.
В это время Осмоловский заинтересовался применением относительно новых тогда физических методов для обнаружения и уничтожения насекомых-вредителей деревянных конструкций. Работая в Научно-исследовательском институте коммунального хозяйства в Ленинграде, он проводил исследования по влиянию токов ультравысокой частоты на разрушителей древесины. Но закончить эту работу ему не довелось: репрессии в Ленинградском городском совете и Ленинградской партийной организации, в коммунальных службах Ленинграда вынудили его уволиться из института и бросить почти завершённую научную работу.
В 1950 году поступил на кафедру сельскохозяйственной энтомологии Ленинградского сельскохозяйственного института (ныне Санкт-Петербургский государственный аграрный университет). Руководителем кафедры в то время был известный энтомолог профессор Владимир Николаевич Щёголев. На этой кафедре — сначала ассистентом, затем доцентом и профессором — работал до конца жизни.
Занимаясь преподаванием, продолжал и свою научную деятельность.

## Поведение насекомых и теория прогноза
Областью его научных интересов стало групповое поведение насекомых-вредителей и их паразитов, а также факторы, влияющие на это поведение и, как следствие, — взаимное влияние этих групп насекомых.
В 1964 году по итогам исследований опубликовал статью «К биологии наездника Apanteles Glomeratus», в которой доказал эти корреляции.
Разработанные им методы Осмоловский применил к прогнозу развития и размножения насекомых-вредителей, а также к выбору оптимальных сроков борьбы с ними. В 1968 году защитил докторскую диссертацию на тему «Теоретические основы прогноза численности и вредоносности основных вредителей овощных культур».
По результатам своей научной работы читал лекции для студентов, вёл семинарские занятия и лабораторные практикумы. Он был замечательным преподавателем — его лекции привлекали большое количество студентов, многие из которых затем стали его учениками.
Дальнейшие научные исследования проводил в области теории прогноза развития насекомых, подготовил по этой теме монографию, которая не была опубликована из-за его кончины 1976 году.
Григорий Евсеевич Осмоловский похоронен на Преображенском еврейском кладбище в Санкт-Петербурге.

## Избранные труды
- Журавлев И. И., Осмоловский Г. Е. Главнейшие вредители и болезни зеленых насаждений. — М.-Л., 1949.
- Осмоловский Г. Е. Защита лесных и плодовых питомников от вредителей. — М.-Л., 1956.
- Осмоловский Г. Е. К биологии наездника Apanteles Glomeratus L. (Himenoptera, Brakonidae). — Энтомологическое обозрение АН СССР. — М., 1964.
- Осмоловский Г. Е. Выявление сельскохозяйственных вредителей и сигнализация сроков борьбы с ними. — М., 1964.
- Бондаренко Н. В., Осмоловский Г. Е. Энтомология. Учебник для сельскохозяйственных вузов. — М., 1973.
- Мигулин А. А., Осмоловский Г. Е. и др. Сельскохозяйственная энтомология. Учебник для сельскохозяйственных вузов. — М., 1976.
- Определитель сельскохозяйственных вредителей по повреждениям культурных растений. /под ред. профессора Г. Е. Осмоловского. — Л., 1976.